# Janville, Oise

Janville este o comună în departamentul Oise, Franța. În 1 ianuarie 2022 avea o populație de 635 de locuitori.